# Kabufuda

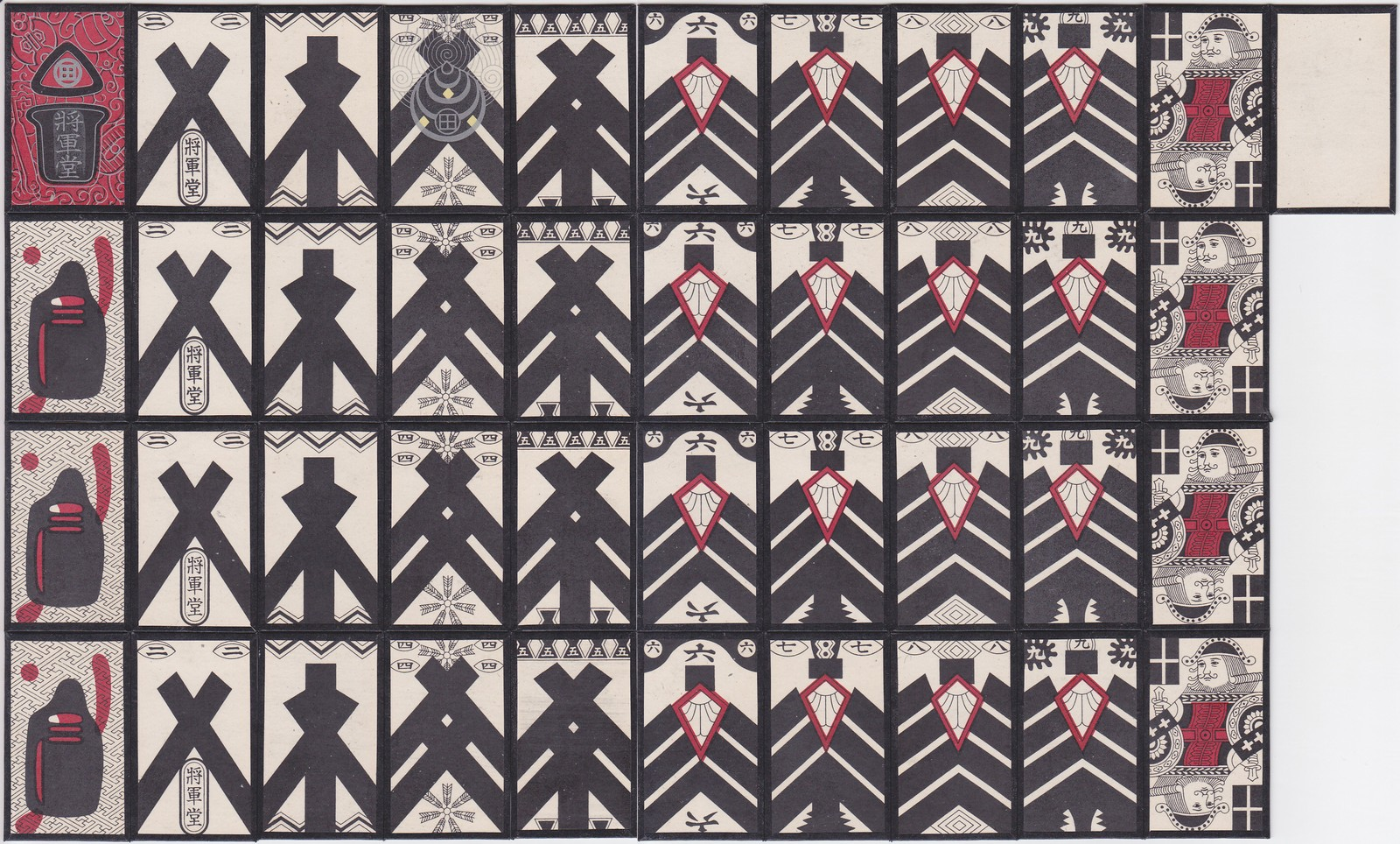
Een Kabufuda-kaartspel

Kabufuda zijn Japanse speelkaarten die voor verschillende (gok)spelletjes worden gebruikt.
Een kaartspel bestaat uit 40 kaarten, genummerd van 1 tot en met 10. Ze hebben dezelfde afmetingen als Hanafuda-kaarten. Als de maanden november en december uit een Hanafuda-kaartspel worden verwijderd, kunnen Hanafuda-kaarten ook gebruikt worden voor Kabufuda-spelletjes. Het lastige is dan wel dat men de maanden en de bijbehorende afbeelding moet worden onthouden. Eenvoudiger is om westerse speelkaarten te gebruiken en daar alle "plaatjes" uit te halen.
De naam Yakuza (de Japanse maffia) komt van de kaarten 8, 9 en 3 (Ya, Ku en Za), de slechtste hand die je kan hebben. 
Spellen die met Kabufuda-kaarten gespeeld worden zijn Oicho-Kabu, Tehonbiki en Gomai-Kabu.